# Chrysotus dubius
Chrysotus dubius är en tvåvingeart som beskrevs av Van Duzee 1924. Chrysotus dubius ingår i släktet Chrysotus och familjen styltflugor. Inga underarter finns listade i Catalogue of Life.